# قرار مجلس الأمن التابع للأمم المتحدة رقم 1458
قرار مجلس الأمن التابع للأمم المتحدة رقم 1458، الذي تم تبنيه بالإجماع في 28 يناير 2003، بعد إعادة التأكيد على القرار 1408 (2002) بشأن الوضع في ليبيريا، والاعتراف بأهمية تنفيذ القرار 1343 (2001)، أعاد المجلس تشكيل فريق خبراء لرصد تنفيذ العقوبات ضد الحكومة الليبيرية بما في ذلك حظر الأسلحة، وحظر سفر المسؤولين، وحظر استيراد الماس الخام.
وأشار مجلس الأمن إلى أنه من المقرر إجراء مراجعة للتدابير المتخذة ضد الحكومة الليبيرية بحلول 6 مايو / أيار 2003. بالإضافة إلى ذلك، كان هناك قلق أيضًا بشأن الوضع في ليبيريا وفي البلدان المجاورة، ولا سيما ساحل العاج. وأشار إلى تقرير سابق أعده فريق من الخبراء بشأن القيود المفروضة على ليبريا، وتعتزم إيلاء التقرير الاعتبار الكامل.
أعاد القرار تشكيل فريق الخبراء لمدة ثلاثة أشهر لإجراء تقييم متابعة بشأن ليبيريا والدول المجاورة، من أجل التأكد من امتثال الحكومة الليبيرية للتدابير الواردة في القرار 1343 وأي انتهاكات للقرار 1408، بما في ذلك حركة المتمردين في سيراليون. ويجب إبلاغ الدول المعنية بأي معلومات جمعتها اللجنة. وطُلب من الأمين العام كوفي عنان تعيين فريق من خمسة خبراء على الأكثر من ذوي الخبرة من أجل تنفيذ تفويض اللجنة.
أخيرًا، تم حث جميع الدول والمنظمات على التعاون مع لجنة الخبراء ولجنة مجلس الأمن المنشأة بموجب القرار 1343.

## روابط خارجية
- نص القرار في undocs.org